# Huis Clos (A puerta cerrada)
 Huis Clos (A puerta cerrada) es una película en blanco y negro de Argentina dirigida por Pedro Escudero sobre su propio guion según la obra teatral de Jean Paul Sartre que se estrenó el 5 de septiembre de 1962 y que tuvo como protagonistas a Duilio Marzio, Inda Ledesma, María Aurelia Bisutti y Frank Nelson. En este primer y único largometraje de Escudero, Fernando Ayala supervisó la dirección del filme.

## Sinopsis
Un hombre y dos mujeres deben compartir la misma habitación cuando recién llegan al infierno.

## Reparto
Intervinieron en el filme los siguientes intérpretes:
- Duilio Marzio
- Inda Ledesma
- María Aurelia Bisutti
- Frank Nelson
- Susana Mayo
- Orlando Sacha
- Manuel Rosón
- Mirtha Miller
- Miguel Ángel Iriarte
- Elsa Dorian
- Mario Horna
- Carlos Brown

## Comentarios
La Razón dijo en su crónica que:

«De ningún modo el director y los intérpretes…a excepción de Inda Ledesma parecen haber comprendido (el) planteo sartriano.»

Por su parte Manrupe y Portela escriben:

«Singular película melliza de la No Exit de Ted Danielewsky y con intérpretes del Actor's Studio. Escudero apenas excedió la puesta teatral, pero el clima opresivo está logrado pese a algunas declamaciones. Ledesma y la escenografía insoportablemente impersonal, son lo mejor.»